# Conioscinella mackerrasi
Conioscinella mackerrasi är en tvåvingeart som först beskrevs av Malloch 1940.  Conioscinella mackerrasi ingår i släktet Conioscinella och familjen fritflugor. Inga underarter finns listade i Catalogue of Life.